# Traditionis custodes
Traditionis custodes är ett apostoliskt brev i form av motu proprio, utfärdat den 16 juli 2021 av påve Franciskus. Påven fastställer i dokumentet vilka normer som ska gälla för firandet av den romerska ritens extraordinarie form, emellanåt benämnd tridentinska mässan. Den lokale biskopen ska nu avgöra om denna mässform ska firas i stiftet; tidigare överläts detta beslut till kyrkoherden, enligt påve Benedikt XVI:s motu proprio Summorum pontificum, utgiven 2007. Effekten av beslutet i Traditionis custodes blir att möjligheten att fira den romerska ritens extraordinarie form starkt begränsas.